# Agiabampo Número Dos
No confundir con: «Agiabampo Dos», para otros usos véase «Agiabampo (desambiguación)» y «Campito (desambiguación)».
Agiabampo Número Dos o conocido también como El Campito es una ranchería del  Municipio de Huatabampo ubicada en el sur del estado mexicano de Sonora, cercana a la costa del Mar de Cortés y el límite divisorio con el vecino estado de Sinaloa. Según los datos del Censo de Población y Vivienda realizado en 2010 por el Instituto Nacional de Estadística y Geografía (INEGI), Agiabampo Número Dos (El Campito) tiene un total de 530 habitantes.

## Geografía
Agiabampo Número Dos se sitúa en las coordenadas geográficas 26°19′26″ de latitud norte y 109°05'47" de longitud oeste del meridiano de Greenwich, a una elevación de 8 metros sobre el nivel del mar.